# Cleo Massey
Cleo Massey (Launceston, 19 november 1993) is een Australische actrice. Ze is bekend door haar rol van Kim Sertori in de televisieserie H2O: Just Add Water. Massey treedt al sinds haar elfde op in tv en film. In 2010 werd ze gecast in de lange film The Little Things (2010), geregisseerd door Neil McGregor.
Massey werd geboren in Launceston, Tasmanië. Haar moeder, Anna Waters-Massey, is actrice en acteerlerares. Massey volgde haar lessen toen ze opgroeide. Ze heeft een jongere broer, Joey Massey, die tevens acteert.

## Filmografie

### Films
- The Little Things (2010) – Young Dee
- Cortazar in Love (2018) – Irene

### TV
- Mortified (2006) – Brittany's Cheer Squad
- Monarch Cove (2006) – Drowning Girl
- H2O: Just Add Water (2006–2010) – Kim Sertori
- Het Verbond voor Magische Zaken (2018) – Sophie

### Korte films
- Futility (2010) – Jade McIntyre
- Humidity Rising (2006) – Chrissy